# Col de la Couillole
Der Col de la Couillole ist ein 1678 Meter hoher Gebirgspass im französischen Teil der Alpen. Er befindet sich in der Region Provence-Alpes-Côte d’Azur im Département Alpes-Maritimes und verbindet das Cianstal im Westen mit dem Vallée de la Tinée im Osten. Die Ausgangsorte bilden die Gemeinden Beuil und Saint-Sauveur-sur-Tinée. Der Col de la Couillole ist ein Teil der Route des Grandes Alpes.

## Auffahrten
Die Ostauffahrt von Saint-Sauveur-sur-Tinée ist 16,1 Kilometer lang und weist eine durchschnittliche Steigung von 7,2 % auf. Die Steigung verläuft gleichmäßig und führt auf der M30 über 14 Kehren auf die Passhöhe. Rund fünf Kilometer vor dem höchsten Punkt wird das Ortsgebiet der Gemeinde Roubion durchfahren.
Die Westauffahrt beginnt in der Gemeinde Beuil an der Kreuzung der D28 und D30. Um den Knotenpunkt zu erreichen, muss man zunächst entweder das Cianstal von Richtung Süden durchfahren oder den Col de Valberg aus Richtung Westen absolvieren. Aus südlicher Richtung führt die Kombination aus D28 und D30 von le Pont du Cians aus über 28,8 Kilometer bei einer durchschnittlichen Steigung von 4,7 % auf die Passhöhe. Die ersten acht Kilometer führen bei Steigungsprozenten um die 3 % durch die Gorges Inferieures du Cians, wobei die Straße stets entlang des Cians verläuft. Nun erreicht man die spektakuläre Gorges Superieures du Cians, die durch rote Felswände gekennzeichnet ist. Nach einem Kilometer mit einem Steigungsschnitt von 10 % flacht die Straße etwas ab, weist auf den anschließenden acht Kilometern jedoch weiterhin eine Durchschnittsteigung von rund 7 % auf. Nach drei nahezu flachen Kilometern erreicht man Touron, von wo aus drei Kehren zum Abzweiger nach Beuil führen. Die letzten 7,4 Kilometer weisen nun eine durchschnittliche Steigung von 5 % auf, wobei sich steilere Abschnitte mit kurzen Abfahrten und längeren Flachstücken abwechseln.

## Radsport
Der Col de la Couillole wurde von der Tour de France erstmals im Jahr 1973 auf der 9. Etappe befahren, als die Strecke von Embrun über mehrere Alpenpässe nach Nizza führte. Damals wurde der Pass von der Westauffahrt im Anschluss an den Col de Valberg absolviert und fand somit keine Berücksichtigung für die Bergwertung. Zwei Jahre später stand die Ostauffahrt auf dem Programm, die als Bergwertung der 2. Kategorie klassifiziert wurde. In weiterer Folge führte die Etappe über den Col des Champs und Col d’Allos nach Pra-Loup, wo Eddy Merckx im Schlussanstieg distanziert wurde und das Gelbe Trikot abgeben musste. Der Belgier sollte es in den nachfolgenden Ausgaben der Tour de France nicht mehr tragen.
Im Jahr 2024 führte die Tour de France im Rahmen der 20. Etappe erneut über die Ostauffahrt. Diesmal diente der Col de la Couillole als Schlussanstieg, wobei sich auf der Passhöhe der Zielstrich der Etappe befand. Zuvor mussten mit dem Col de Braus, Col de Turini und Col de la Colmiane drei weitere Alpenpässe überquert werden. Die Bergankunft gewann der gesamtführende Slowene Tadej Pogačar, wobei er den Anstieg in einer Rekordzeit von 39 Minuten und 15 Sekunden absolvierte.
| Jahr | Etappe     | Bergwertung  | Fahrer          | Auffahrt |
| ---- | ---------- | ------------ | --------------- | -------- |
| 1975 | 15. Etappe | 2. Kategorie | Lucien Van Impe | Ost      |
| 2024 | 20. Etappe | 1. Kategorie | Tadej Pogačar   | Ost      |

Im Jahr 2017 fand erstmals eine Bergankunft der Fernfahrt Paris–Nizza auf der Passhöhe des Col de la Couillole statt. Der rund 16 Kilometer lange Anstieg der Ostseite wurde als Bergwertung der 1. Kategorie klassifiziert und brachte eine Vorentscheidung in der Gesamtwertung, da der spätere Gesamtsieger Sergio Henao das Gelbe Trikot von Julian Alaphilippe übernahm. Den Etappensieg sicherte sich damals der Australier Richie Porte, der sich vor Alberto Contador und Daniel Martin durchsetzte. Im Jahr 2023 kehrte der Schlussanstieg ins Programm der Fernfahrt zurück und führte zu einem Dreikampf zwischen Tadej Pogačar, Jonas Vingegaard und David Gaudu, wobei der erstgenannte Slowene die Etappe im Zielsprint gewann.